# Crowding-Effekt
Der Crowding-Effekt (engl.) bzw. Überfülleffekt beschreibt einen ökologischen innerartlichen Regulierungseffekt der zur Selbstbegrenzung (self-limitation) führt und somit Auswirkung auf die Anzahl der Individuen einer Art in einem Habitat (Lebensraum) hat. Er beschreibt die Regulierung der Individuenzahl auf ein Niveau, welches ein Überleben der Art sichert oder die gegenseitige Regulation, beispielsweise von Räuber und Beute.

## Beispiele

### Schweinebandwurm
Aufgrund des Crowding-Effekts lebt bei größeren Bandwurmarten (Schweinebandwurm – Taenia solium) nur ein Individuum im Darm eines Wirtes. Ein Massenbefall würde zum Darmverschluss und somit zum Tode des Wirtes führen. Die Regulation erfolgt in diesem Fall chemisch über Botenstoffe.

### Kaulquappen
Beobachtet wird der Effekt ebenfalls bei Amphibienlarven, insbesondere bei Kaulquappen. Hier hat der Crowding-Effekt eine Entwicklungsverzögerung sowie eine Entwicklungsstörung eines Teils der Larven zur Folge. Diese Regulation erfolgt über die Absonderung chemischer Stoffe. Abhängig von der Konzentration im Organismus wird dadurch gesteigertes Fressverhalten bis zum Kannibalismus ausgelöst, oder die Hemmung des gesamten Stoffwechsels. Insgesamt sichert dies einem Teil der Larven das Überleben, beispielsweise beim Austrocknen des Laichgewässers.

### Ziesel
Ebenfalls durch den Crowding-Effekt erklärbar ist die Selbstbegrenzung von Ziesel-Populationen.
Die Ziesel-Populationen (arktische, herbivor lebende Nager) zeichnen sich durch bemerkenswerte Konstanz über Jahre hinweg aus. Die ist auf das hohe Maß an Selbstbegrenzung der Tiere zurückzuführen, was als Folge der aggressiven Bauverteidigung zu sehen ist. Im Gegensatz dazu stehen andere, im gleichen arktischen Lebensraum vorkommende, herbivore Nager, die extreme Populationsschwankungen aufweisen. Als Beispiel sind hierfür Vertreter der Wühlmäuse, die Lemminge anzuführen, die ein entsprechend anderes Verhaltensmuster zeigen.

## Crowding und die Auswirkung auf die Räuber-Beute-Beziehung
Die Räuber-Beute-Beziehungen werden durch Crowding oder Selbstbegrenzung beeinflusst, was Auswirkung auf eine oder beide Populationen hat. Dies geschieht durch intraspezifische Konkurrenz oder gegenseitige Beeinträchtigung. Durch den Crowding-Effekt verlaufen die Nullwachstumsisoklinen anders als im Lotka-Volterra-Modell, welches von Alfred J. Lotka und Vito Volterra aufgestellt wurde. Durch den Effekt werden zusätzlich beispielsweise die Räuber-Räuber-Wechselwirkungen erfasst. Insgesamt wirkt sich Crowding stabilisierend auf die Populationen aus, am stärksten wenn der Einfluss der Räuber gering ist und diese bereits starker Selbstbegrenzung unterliegen. Zusammenfassend können zwei Trends bei Crowding beschrieben werden:
- die Häufigkeitsmuster sind stabil, sofern die Dichte der Räuber gering ist und die Population der Beute wenig von diesen beeinflusst wird, sowie im Gegensatz dazu
- ein Häufigkeitsmuster, welches wenig stabil ist, da eine höhere Räuberdichte vorliegt, was eine stärkere Reduzierung der Beute zur Folge hat.